# 源氏物語 (1951年の映画)
『源氏物語』（げんじものがたり）は、1951年（昭和26年）11月2日公開の日本映画である。大映製作・配給。監督は吉村公三郎、脚本は新藤兼人。モノクロ、スタンダード、123分、映倫番号:483。
大映の創立10周年記念映画として、豪華出演者・スタッフで製作した大作映画。紫式部の『源氏物語』の初の映像化作品であり、本作では、桐壺の死と光源氏の幼少期をプロローグとし、26歳頃の源氏を中心とした1年半の物語を描いている。配収は1億4105万円で、1951年度の邦画配収ランキング第1位となった。第25回キネマ旬報ベスト・テン第7位、第5回カンヌ国際映画祭撮影賞受賞。
広島県福山市鞆の浦で一部ロケが行われた。

## スタッフ
- 監督：吉村公三郎（近代映画協會）
- 製作：永田雅一
- 企画：松山英夫
- 脚本：新藤兼人（近代映画協會）
- 監修：谷崎潤一郎
- 校閲：池田亀鑑
- 後援：紫式部学會
- 撮影：杉山公平
- 録音：大角正夫
- 照明：加藤庄之丞
- 美術監督：水谷浩
- 音楽監督：伊福部昭
- 風俗考証：江馬務
- 建築考証：藤原義一
- 庭園考証：重森三玲
- 舞楽考証：平安舞楽會
- 衣裳調整：髙島屋
- 特殊撮影：松村禎三、本多省三
- 編集：西田重雄
- 製作主任：橋本正嗣
- 按舞：藤間良輔
- 箏曲：東登美子
- 琵琶：安田旭邦
- 装置：上里義三、林米松
- 装飾：吉田儀一、角井博
- 背景：澤井富太郎、太田多三郎
- 特殊効果：久光五郎
- スチール：齊藤勘一
- 衣裳：前田梅吉、後藤定子
- 美粧：野口年一、福山善也
- 結髪：花井りつ
- 拆装：上野芳生
- 擬闘：宮内昌平
- 園芸：中岡芳三郎
- 記録：秋山みよ子
- 助監督：三隅研次
- 撮影助手：本田平三
- 録音助手：倉島暢
- 照明助手：岩木保夫
- 美術助手：内藤昭
- 移動効果：宇野薫
- 演技事務：久松健二
- 進行：小澤宏

## キャスト
- 光源氏：長谷川一夫
- 播磨入道：大河内傳次郎
- 藤壺：木暮実千代（松竹）
- 葵の上：水戸光子
- 淡路の上：京マチ子
- 紫の上：乙羽信子
- 良成：堀雄二
- 頭中将：本間謙太郎
- 左大臣：菅井一郎（第一協團）
- 右大臣：進藤英太郎
- 御門：小沢栄（俳優座）
- 朧月夜の君：長谷川裕見子
- 桐壷：相馬千恵子
- 桐壷の母：英百合子
- 尼君：瀧花久子
- 弘徴殿女御：東山千栄子（俳優座）
- 惟光：加東大介
- 左馬頭：近衛敏明
- 藤式部丞：小柴幹治
- 僧侶：殿山泰司（近代映画協會）
- 下人：天野一郎
- 僧都：上山草人
- 源氏の従者：石原須磨男
- 朱雀院の御門：筧田浩一
- 源氏の幼少時代：本松一成
- 刺客：清水明、佐々木小二郎
- 下人：由利道夫
- 弘徴殿の命婦：大美輝子、正木隆子
- 典侍：大伴千春
- 藤壺の命婦：橘公子、小松みどり、三星富美子、戸村昌子
- 朧月夜の君の女房：相馬幸子
- 淡路の上の女房：小林叶江、中目順子
- 葵の上の女房：仲上小夜子、高森和子
- 花売りの女：堀さわ子
- 市女笠の女：高原朝子、前田和子
- 紫の上の女房：松岡信江
- 命婦：橘恵美子、瀧のぼる、小柳圭子、大井由貴子、南春恵、富田暁美、富士原比那子、種井信子、児島昌子
- 桐壷の女房：小櫻瑠美

## 作品解説
本作は、当時の源氏物語ブームにあやかって製作され、当時の日本映画においては空前の規模で製作を敢行した。新藤兼人は、原作に最も忠実といわれる与謝野晶子の現代語訳をもとに、長大な原作を約1年半の物語に脚色し、さらに明石の上と女三宮を合体させた「淡路の上」という人物を新たに創出している。脚色には、谷崎潤一郎が監修、池田亀鑑が校閲、紫式部学会が後援にあたった。
主演級の俳優の衣裳60組は、髙島屋の全面協力によって調達し、花の宴のシーンでは30人の女官の衣裳代だけで総予算をオーバーしたという。
1951年（昭和26年）11月1日に帝国劇場で行われた大映創立10周年記念式典で先行上映され、翌日の11月2日に封切られた。本作は当初カラー作品として構想されたが、技術的な問題でモノクロとなった。